# Simpang Kota Bingin
Simpang Kota Bingin is een bestuurslaag in het regentschap Kepahiang van de provincie Bengkulu, Indonesië. Simpang Kota Bingin telt 1031 inwoners (volkstelling 2010).